# Rakaia Lagoon
Die Rakaia Lagoon ist eine Lagune im Selwyn District der Region Canterbury auf der Südinsel von Neuseeland.

## Namensherkunft
Die Lagune ist nach dem Rakaia River benannt und liegt an dessen Mündung. Der Name Rakaia ist die Form auf der Südinsel für Rangaia, was so viel bedeutet wie „in Reihen aufstellen“. Der Name bezieht sich auf die Notwendigkeit, dass starke Männer in Reihen stehen müssen, um die Kraft der Strömung für die Schwächeren zu brechen, wenn sie versuchen den Fluss zu durchqueren.

## Geographie
Die Rakaia Lagoon befindet sich im Mündungsgebiet des Rakaia River und erstreckt sich über eine Länge von rund 3,5 km in Westsüdwest-Ostnordost-Richtung parallel zur Küste. Die Lagune besitzt eine Flächenausdehnung von rund 44,5 Hektar, eine Uferlinie von rund 7,68 km und misst an ihrer breitesten Stelle rund 250 m in Nordnordwest-Südsüdost-Richtung. Direkt an der Lagune liegend befindet sich die kleine Siedlung Rakaia Huts.
Gespeist wird die Lagune hauptsächlich vom Rakaia River, der am westlichen Ende der Rakaia Lagoon auf das Gewässer trifft und über einen Nebenarm des Flusses, der im mittleren Bereich der Lagune seine Wässer zuträgt. Die Entwässerung der Rakaia Lagoon fällt zusammen mit dem Mündungsgebiet des  Rakaia River in den Pazifischen Ozean.